# Aschenhütter Teich
Der Aschenhütter Teich (auch Schwarzer Pfuhl genannt) liegt im Landkreis Göttingen etwa 3,5 km nordwestlich von Herzberg am Harz, etwa 1,2 km nordöstlich von Hörden und etwa 250 m westlich der kleinen Siedlung Aschenhütte. Es handelt sich um einen durch einen Erdfall im Holozän natürlich entstandenen See.

## Beschreibung
Der oval geformte Teich ist etwa 120 m lang, 50 m breit und liegt am Karstwanderweg. Er besitzt keinen oberirdischen Zu- oder Ablauf. 150 m südlich des Teiches liegt der 244 m hohe Hausberg mit der ehemaligen Kalkburg. Aufgrund von palynologischen und geochemischen Untersuchungen der Sedimente des Teiches (Pollenanalyse und Nachweis von Schwermetallen) konnte die Besiedlungsgeschichte dieses Gebietes während der letzten Jahrtausende rekonstruiert werden.